# Sextus Rufus
Sextus Rufus, más kódexváltozatokban Rufius Festus (IV. század) Tridentumban (ma Trento) született római történetíró, helytartó (consularis Syriae, majd proconsul Asiae).

## Élete
Valens császár uralkodása alatt, 369/370 körül egy rövid római történetet (breviáriumot) állított össze Breviarium rerum gestarum populi Romani címmel. A köztársaságkori események leírásához Livius munkájának egy tartalmi kivonatát (periocha) és Florus II. századi munkáját használta forrásként, míg a császárkor leírásakor Eutropiust és egy elveszett késő ókori császártörténetet követett. A maga korára nézve talán saját kútfőből is dolgozott, mivel valószínűleg személyesen is részt vett II. Constantius (337-361) és Iulianus (361-363) császárok perzsaellenes hadjárataiban.
A Festus-féle breviárium felépítése: 
1. Bevezetés: Az imperatornak, Valens császárnak szóló dedicatio és a munka megírásának módszertana. (1. caput)
2. Enumeratio: Róma történelmének nagyon-nagyon vázlatos, számok alapján történő áttekintése. Milyen hosszú időn át tartott a három uralmi forma (királyi, consuli, császári) Rómában és hány ember viselte ezalatt a főhatalmat?  (2. caput)
3. Provinciatörténeti rész: A római provinciák meghódításának története és a provinciák igazgatástörténete. (3-14. caputok)
4. Hadtörténeti rész: A római-parthus és a római-szászánida (újperzsa) háborúk hadtörténete római szemmel, erősen szubjektíven áttekintve. A munka propagandisztikus szemlélete ezekben a caputokban a legerősebb. A perzsa háborúra készülődő Valenst valószínűleg a mű ezen része érdekelte a legjobban. (15-29. caputok)
5. Zárszó (30. caput)

## Magyarul megjelent művei
- Festus: A római nép viselt dolgainak breviáriuma. Fordította, a kommentárt és a tanulmányt írta: Sólyom Márk. Máriabesnyő, Attraktor Kiadó 2020. ISBN 978-615-6173-12-6